# Jorge Vaquer
Jorge Vaquer Pérez (nacido el 5 de marzo de 1946 en Fuengirola, Málaga, España) es un ex-futbolista español. Jugaba de centrocampista y su primer club fue el CD Málaga, de su ciudad natal.

## Carrera
Comenzó su carrera en 1968 jugando para el CD Málaga. Jugó para el club hasta 1970. En ese año se pasó al Granada CF, en donde estuvo hasta 1971. En ese año se pasó a las filas del Villarreal CF. Estuvo hasta 1972. Ese año se fue al Pontevedra CF. Se retiró del fútbol en 1973.

## Clubes
| Club          | País   | Año       |
| ------------- | ------ | --------- |
| CD Málaga     | España | 1968-1970 |
| Granada CF    | España | 1970-1971 |
| Villarreal CF | España | 1971-1972 |
| Pontevedra CF | España | 1972-1973 |